# Marta Michalik
Marta Teresa Michalik – polska biolog, dr hab. nauk biologicznych, profesor uczelni Zakładu Biologii Komórki i prodziekan Wydziału Biochemii, Biofizyki i Biotechnologii Uniwersytetu Jagiellońskiego.

## Życiorys
W 1974 uzyskała tytuł magistra na Wydziale Biologii i Nauk o Ziemi Uniwersytetu Jagiellońskiego, w 1980 obroniła pracę doktorską, 20 maja 2014 uzyskała stopień doktora habilitowanego. Jest zatrudniona na stanowisku profesora uczelni w Zakładzie Biologii Komórki, oraz prodziekana na Wydziale Biochemii, Biofizyki i Biotechnologii Uniwersytetu Jagiellońskiego.

## Odznaczenia i nagrody
- Nagroda Jubileuszowa Rektora Uniwersytetu Jagiellońskiego (trzykrotnie)[2]
- Nagroda JM Rektora Uniwersytetu Jagiellońskiego (kilkakrotnie)[3]
- 2012: Złoty Medal za Długoletnią Służbę[2]